# Oskar Gross
Oskar Gross (ur. 2 stycznia 1888 w Łodzi zm. 26 lutego 1973) – polski inżynier, chemik i działacz społeczny.

## Życiorys
Zdał maturę w Carskim Siole. W 1911 ukończył studia inżynierskie Wydziale Chemicznym Politechniki w Monachium. W latach 1911–1917 pracował w zakładach K. Scheiblera oraz w przyzakładowej szkole jako nauczyciel matematyki. Podczas I wojny światowej był Naczelnikiem Dzielnicowym Milicji w Łodzi. W 1916 został członkiem zarządu Towarzystwa Biblioteki Publicznej w Łodzi, które przyczyniło się do utworzenia pierwszej Biblioteki Publicznej w Łodzi. Z jego nadania, w 1917 dyrektorem biblioteki został Jan Augustyniak. W latach 1917–1918 pracował w Wydziale Gospodarczym Magistratu Łódzkiego, następnie zaś był Komisarzem Przemysłu i Handlu mianowanym przez ministerstwo. W latach 1919–1921 był dyrektorem technicznym Widzewskiej Manufaktury. W latach 1921–1939 był przedstawicielem Francuskiego Koncernu Barwników „Sorg” na Polskę i jednocześnie dyrektorem zakładów „Zawiercie”. Podczas II wojny światowej został przesiedlony do Warszawy, gdzie został zatrudniony w fabryce trykotaży. Powróciwszy do Łodzi prowadził w latach 1945–1949 własną wytwórnię chemiczną „Stabil”, zlikwidowaną przez władze komunistyczne. W latach 1950–1951 pracował w dyrekcji Zjednoczenia Przemysłu Włókien Sztucznych w Łodzi, a następnie do 1953 jako biegły w Izbie Skarbowej.
Był członkiem nadzwyczajnym Polskiego Towarzystwa Chemicznego (od 1920). W 1933 był inicjatorem powstania Rotary Clubu w Łodzi, a następnie jego prezesem w latach 1933–1935, 1935–1936 i 1938–1939. Przed II wojną światową należał do zarządu Łódzkiego Stowarzyszenia Techników, Łódzkiego Stowarzyszenia Kupców, a także był przewodniczącym zarządu Zakładów Psychiatrycznych w Kochanówce, radcą Izby Przemysłowo-Handlowej, członkiem zarządu PCK, Sędzią Handlowym przy Sądzie Okręgowym w Łodzi. Po wojnie został prezesem Zrzeszenia Prywatnego Przemysłu Chemicznego w Polsce.

### Życie prywatne
Był synem Fryderyka Grossa (1854–1941) – nauczyciela szkoły fabrycznej przy zakładach K. Scheiblera oraz Józefy z domu Aj (1860–1921). Jego żoną była Janina z domu Gundelach (1898–1980), z którą miał dwóch synów – Stanisława Grossa (1924–2005) – profesora i inżyniera ochrony środowiska oraz Tadeusza (1927–1930), który zmarł w dzieciństwie. Małżeństwo mieszkało w Łodzi przy ul. prez. G. Narutowicza 107.
Został pochowany w części rzymskokatolickiej Starego Cmentarza w Łodzi.

## Odznaczenia
- Złoty Krzyż Zasługi[1]